# Gryon solutum
Gryon solutum är en stekelart som beskrevs av Kononova 2001. Gryon solutum ingår i släktet Gryon och familjen Scelionidae. Inga underarter finns listade i Catalogue of Life.